# The Aeronauts
The Aeronoauts is een Brits-Amerikaanse biografische avonturenfilm uit 2019 onder regie van Tom Harper. De film is gedeeltelijk gebaseerd op het leven van wetenschapper James Glaisher. De hoofdrollen worden vertolkt door Eddie Redmayne en Felicity Jones.

## Verhaal
Weduwe Amelia Wren en wetenschapper James Glaisher proberen in de 19e eeuw in een gasballon meteorologische ontdekkingen te doen, maar komen in moeilijkheden wanneer hun expeditie op grote hoogte in een overlevingstocht verandert.

## Rolverdeling
| Acteur         | Personage       |
| -------------- | --------------- |
| Eddie Redmayne | James Glaisher  |
| Felicity Jones | Amelia Wren     |
| Phoebe Fox     | Antonia         |
| Himesh Patel   | John Trew       |
| Anne Reid      | Ethel Glaisher  |
| Tom Courtenay  | Arthur Glaisher |
| Vincent Perez  | Pierre          |
| Tim McInnerny  | Airy            |
| Rebecca Front  | Aunt Frances    |

## Productie
De film is gedeeltelijk gebaseerd op een bekende ballonvaart uit 1862. De Britse wetenschappers en aeronauten James Glaisher en Henry Coxwell voerden toen in een luchtballon op grote hoogte enkele experimenten uit. Voor de film werd Coxwell vervangen door een vrouwelijk personage. Zij is een combinatie van bestaande vliegeniersters en avonturiersters als Sophie Blanchard, Margaret Graham en Amelia Earhart. De relatie tussen het hoofdpersonage Amelia Wren en haar echtgenoot Pierre is gebaseerd op het echtpaar Sophie en Jean-Pierre Blanchard.
Het script werd geschreven door Jack Thorne en ontwikkeld in samenwerking met regisseur Tom Harper. Het Brits filmproject werd in december 2016 opgepikt door Amazon Studios. Een jaar later, in november 2017, werden Eddie Redmayne en Felicity Jones gecast als hoofdrolspelers. Het duo had enkele jaren eerder ook al samengewerkt aan de Oscarwinnende film The Theory of Everything (2014). Ze vertolkten toen wetenschapper Stephen Hawking en diens eerste echtgenote Jane Wilde. Ter voorbereiding op zijn rol als James Glaisher las Redmayne het non-fictieboek Falling Upwards: How we Took to the Air van auteur Richard Holmes.
De opnames gingen in augustus 2018 van start in de West London Film Studios in Hayes (Hillingdon). Er werd in Londen ook gefilmd aan het Old Royal Naval College in Greenwich en in Regent's Park.
Op 30 augustus 2019 ging de film in première op het filmfestival van Telluride.